# John Hughes (Geschäftsmann)

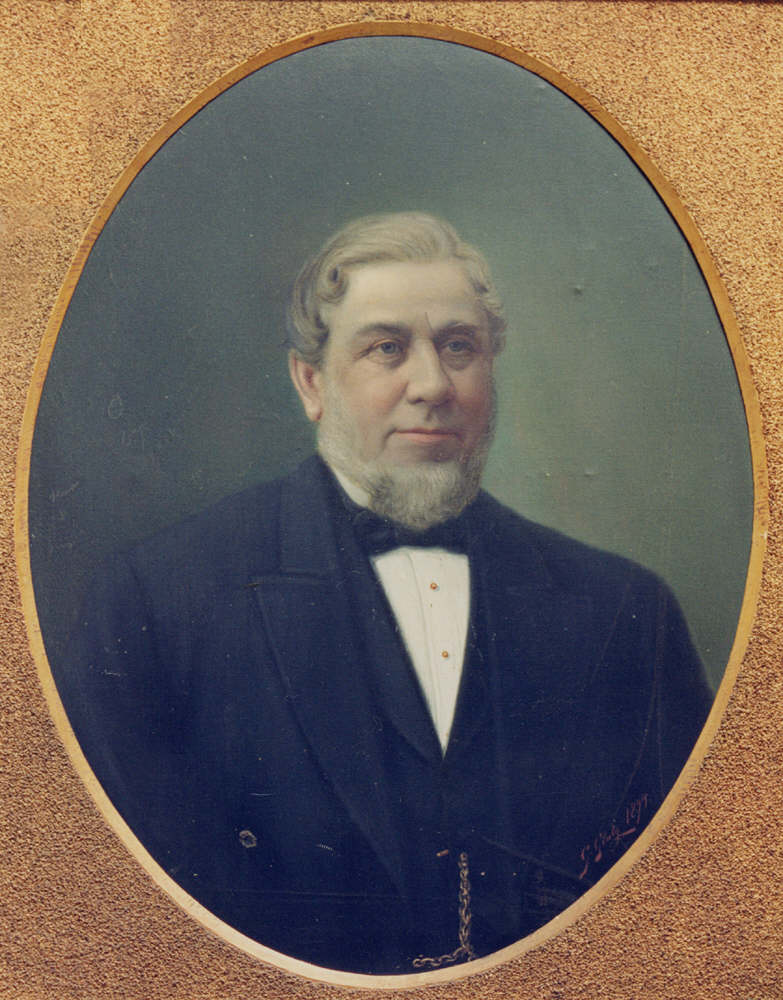
John Hughes, 1894

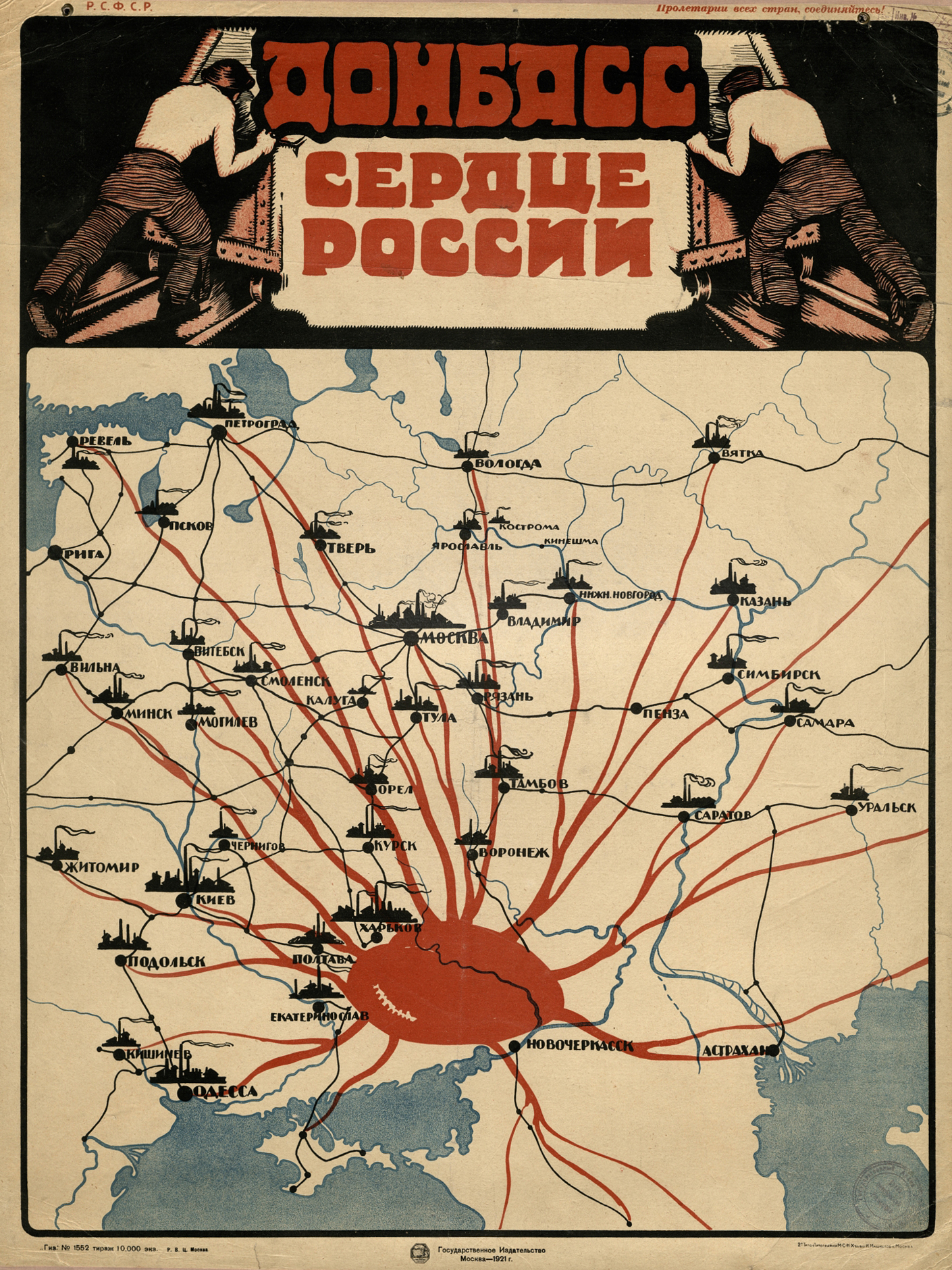
Ein sowjetisches Poster von 1921, das das Donezbecken als das Herz Russlands preist

John James Hughes (* 25. Juni 1815 in Merthyr Tydfil, Wales; † 17. Juni 1889 in Sankt Petersburg) war ein britischer Ingenieur und Geschäftsmann und Gründer einer metallurgischen Fabrik in der nach ihm benannten ukrainischen Stadt Jusowka (Юзівка), seit 1924 Stalino und seit 1961 Donezk.

## Leben
Hughes’ Vater war Ingenieur und Leiter eines Metallwerks in Merthyr Tydfil in Südwales. Er begann seine Karriere unter der Aufsicht des Vaters. Mit 28 Jahren erwarb er eine Schiffswerft, mit 36 gehörte ihm eine Gießerei in Newport. Mitte der 1850er Jahre wechselte er als Ingenieur zu den Millwall Iron Works, einem Walzwerk im Londoner Stadtteil Millwall. Dort entwarf er unter anderem Stahlpanzerungen für Kriegsschiffe. Ende der 1850er Jahre wurde er geschäftsführender Direktor der Millwall Iron Works. 1864 konstruierte er eine Geschützlafette für schwere Kanonen, welche bei der Royal Navy sowie der Marine anderer europäischer Nationen zum Einsatz kam.
Auch das Russische Kaiserreich war an der von Hughes entwickelten Waffentechnik interessiert. 1869 nahm er einen Auftrag des Zaren Alexander II. an, nördlich des Asowschen Meeres ein Stahlwerk für den Süden Russlands zu bauen. Denn dort waren im Dnepr- und Donezbecken reiche Kohlevorkommen gefunden worden. Hughes fand die für das neue Unternehmen nötigen Kapitalgeber und schiffte sich als 55-Jähriger 1870 mit acht Schiffen zum Asowschen Meer ein. An Bord waren nicht nur die erforderlichen Maschinen, sondern auch – und noch wichtiger – Facharbeiter aus walisischen und englischen Eisenhütten. Unweit des kleinen Dorfes Alexandrowka gründete er am Fluss Kalmius eine metallurgische Fabrik. Das erste Roheisen wurde 1872 gewonnen. Die hochmoderne Fabrik hatte acht Hochöfen und konnte durchgängig betrieben werden. Die Siedlung, die um das Werk entstand, wurde nach dem Gründer des Werkes Hughesowka bzw. Jusowka (Юзовка) genannt. Wie die Industrie, so entwickelte sich auch das Städtchen rasant. Nach der Oktoberrevolution wurde die Stadt 1924 zu Ehren Stalins in Stalino umbenannt. Der Stahlhunger der Sowjetunion bescherte der Region weiteren Aufschwung, das Donbass (ein Zusammenzug aus Donezki Basejn, Donezker Becken) wurde zu einem sozialistischen Mythos, nach den Zerstörungen des Zweiten Weltkrieges wurde die Stadt, die heute Donezk heißt, weitläufig und im sowjetischen Gepräge wieder aufgebaut. Jusowka gilt als die Keimzelle des Industriegebietes im Donbass.
John Hughes war mit Augusta James aus Llanover (Monmouthshire) verheiratet. Ihnen wurden vier Söhne geboren.
John Hughes starb im Juni 1889 auf einer Geschäftsreise nach Sankt Petersburg.

## Literatur

2001 errichtetes Denkmal für Hughes in Donezk